# Edition Epoca
Die Edition Epoca AG war ein Schweizer Buchverlag mit Sitz in Bern. Bis 2010 war der Verlag in Zürich ansässig.
Schwerpunkt des 1995 von Urs Kummer und Adrian Stokar gegründeten Verlages bilden die Bereiche Belletristik und Sachbücher. Edition Epoca konzentriert sich auf ausgewählte deutschsprachige sowie international bekannte Autoren wie der schottische Kriminalautor Gilbert Adair oder der englische Satiriker P. G. Wodehouse. Letzterer bildet auch einen gewichtigen Teil des Verlagsprogramms.
Zu den weiteren Autoren, deren Werke bei Edition Epoca veröffentlicht wurden zählen unter anderem Donald Antrim, L. P. Hartley, Hans Pleschinski, Adriano Sofri, Alain Claude Sulzer und Wilhelm Emanuel Süskind.